# Vermiophis tibetensis
Vermiophis tibetensis är en tvåvingeart som beskrevs av Yang och Chen 1987. Vermiophis tibetensis ingår i släktet Vermiophis och familjen Vermileonidae.
Artens utbredningsområde är Tibet. Inga underarter finns listade i Catalogue of Life.